# 咖啡渣
咖啡渣是速溶咖啡加工時產生的副產品，咖啡渣中含有约20%油脂、10%蛋白质、58%碳水化合物和半乳糖。咖啡渣一般會被視為廢物，直接被人丟棄或當作肥料。截至2019年，全球每年产生約1500万吨的咖啡渣。